# جمعية المحافظة على الحيتان والدلافين
جمعية المحافظة على الحيتان والدلافين (WDC) Whale and Dolphin Conservation هي جمعية خيرية تُعنى بالحياة البرية، وهي مكرسة للحفاظ على الحيتان والدخس وخنزير البحر (من الحيتانيات) في جميع أنحاء العالم. هذه الجمعية هي شريك مؤسس في ميثاق الأنواع المهاجرة وهو جزء من برنامج الأمم المتحدة للبيئة. كما تطور المنظمة اتفاقيات حماية إقليمية وتتعاون مع محطة بحوث الحوت القاتل أوركالاب في كولومبيا البريطانية وكندا. ستعمل هذه المنظمة قريباً على إطلاق تطبيق للهاتف بهدف خيري أنشأته منظمة الحياة البرية الأسترالية عالمي الأخضر.

## تاريخياً
تأسست جمعية المحافظة على الحيتان والدلافين عام 1987، ويقع مقرها الرئيسي في تشبنهام في ويلتشاير في المملكة المتحدة. حتى أواخر عام 2012، كانت تعرف باسم جميعة المحافظة على الحيتان والدلافين. أما اليوم فتُعدّ أكبر منظمة غير حكومية دولية مخصصة لحماية الثدييات البحرية وبيئاتها المعيشية. تعمل المنظمة في جميع أنحاء العالم ولها مكاتب في ألمانيا وأستراليا والأرجنتين وبريطانيا العظمى والولايات المتحدة.

## مراكز زوار الحياة البرية
يقع مركز الدلافين الإسكتلندي عند نهر سبي على الشاطئ الجنوبي من موراي فيرث، على الساحل الشرقي من اسكتلندا. كما يديرون مركز الدلافين والفقمات على طول ساحل كيسوك الشمالي. المركزان قريبان من نقطة تشانونري والتي تشتهر بكونها إحدى أفضل المواقع في المملكة المتحدة لعروض الدلافين من اليابسة.

## مواقع إلكترونية إقليمية
| - WDC Homepage - WDC UK | - WDC Germany - WDC Australasia | - WDC North America - WDC Latin America |

## روابط خارجية
- WDCS Homepage
- Cetacean Habitat website
- ACCOBAMS website
- ASCOBANS website
- Year of the Dolphin website